# Музыкальная академия (журнал)
«Музыка́льная акаде́мия» («Сове́тская му́зыка», в 1933—1992) — российский ежеквартальный музыкальный научно-теоретический и критико-публицистический журнал.
Журнал входит в список журналов, рецензируемых ВАК, рекомендованных для опубликования результатов исследований докторских и кандидатских диссертаций по искусствоведению.

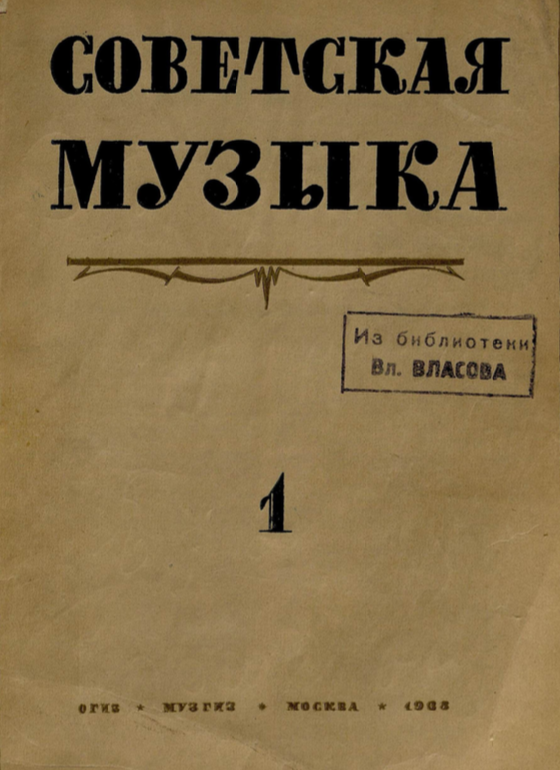
Обложка журнала «Советская музыка». 1933, № 1

## История
Учреждён в 1933 году как ежемесячный музыкальный журнал Союза композиторов СССР и Министерства культуры СССР.
В 1942—1946 годах журнал не издавался.
В 1943—1946 годы выпускались сборники статей «Советская музыка». Всего вышло 6 сборников.  В 1946 году журнал «Советская музыка» начал выходить в прежнем режиме. В 1951—1958 годы выходил с нотным приложением. В 1979 году тираж составлял 21 тысячу экземпляров.
В советское время в журнале публиковались статьи, посвящённые творчеству отечественных композиторов и произведениям зарубежных классических композиторов, проблемам музыкальной науки, вопросам развития национальной и этнической музыкальных культур, наследия и образования, вопросам исполнительного мастерства. А также в журнале размещались дискуссионные материалы, критические статьи и рецензии на концерты и театральные премьеры, книжные и нотные издания, хроника отечественного и зарубежной музыкальной жизни. В состав редакционной коллегии журнала входили известные советские композиторы и музыковеды. Так, с 1946 по 1975 годы в состав редакционной коллегии входил Д. Д. Шостакович.
С 1992 года журнал издаётся под новым названием — «Музыкальная академия». Учредители: Союз композиторов России, Министерство культуры Российской Федерации, ООО издательство «КОМПОЗИТОР», коллектив журнала «Музыкальная Академия». Издание осуществляется при финансовой поддержке Министерства культуры Российской Федерации.

## Главные редакторы
- Н. И. Челяпов (1933—1937).
- М. А. Гринберг (1937—1939).
- Д. Б. Кабалевский (1940—1946).
- А. А. Николаев (1947).
- М. В. Коваль (1948—1952).
- Г. Н. Хубов (1952—1957).
- Ю. В. Келдыш (1957—1961).
- Е. А. Грошева (1961—1970).
- Ю. С. Корев (1970—2012).
- М. В. Воинова (2012—2018).
- Я. И. Тимофеев (С 2018).